# Hronovce
Hronovce és un poble i municipi d'Eslovàquia que es troba a la regió de Nitra, al sud-oest del país.
La primera menció escrita de la vila es remunta al 1256.

## Demografia
| Godina             | 1994 | 2004   | 2014   | 2024   |
| ------------------ | ---- | ------ | ------ | ------ |
| Nombre de persones | 1480 | 1520   | 1473   | 1451   |
| Diferència         |      | +2,70% | −3,09% | −1,49% |

| Godina             | 2023 | 2024   |
| ------------------ | ---- | ------ |
| Nombre de persones | 1446 | 1451   |
| Diferència         |      | +0,34% |